# Одзу (Кумамото)

32°52′44″ пн. ш. 130°52′6″ сх. д. / 32.87889° пн. ш. 130.86833° сх. д.
Одзу (яп. 大津町) — містечко в Японії, у повіті Кікуті префектури Кумамото.